# Get It
Get It är ett musikalbum av Dave Edmunds, lanserat 1977 på skivbolaget Swan Song. Vissa av låtarna på skivan spelade Edmunds in helt solo, medan andra gjordes tillsammans med Nick Lowe och Terry Williams. Albumets avslutande låt "My Baby Left Me" var en inspelning från 1969 med Edmunds gamla grupp Love Sculpture.

## Låtlista
1. "Get Out of Denver" (Bob Seger) – 2:17
2. "I Knew the Bride" (Nick Lowe) – 2:57
3. "Back To School Days" (Graham Parker) – 2:47
4. "Here Comes the Weekend" (Dave Edmunds, Lowe) – 1:59
5. "Worn Out Suits, Brand New Pockets" (Edmunds) – 2:25
6. "Where or When" (Richard Rodgers, Lorenz Hart) – 2:20
7. "Ju Ju Man" (Jim Ford, Lolly Vegas) – 3:23
8. "Get It" (Bob Kelly) – 2:20
9. "Let's Talk About Us" (Otis Blackwell) – 2:12
10. "Hey Good Lookin'" (Hank Williams) – 1:55
11. "What Did I Do Last Night?" (Lowe) – 1:48
12. "Little Darlin'" (Edmunds, Lowe) – 3:18
13. "My Baby Left Me" (Arthur Crudup) – 1:57

## Listplaceringar
- Topplistan, Sverige: #42[1]